# Danuta Widuch-Jagielska
Danuta Widuch Jagielska (ur. 17 czerwca 1963 w Gliwicach) – polska aktorka. Absolwentka Państwowej Szkoły Muzycznej II stopnia w Zabrzu w klasie śpiewu solowego. Od 1982 r. związana z Gliwickim Teatrem Muzycznym, gdzie występuje w koncertach operetkowych i programach szkolnych i okolicznościowych.

## Role teatralne
- 2008: Pinokio czyli Niezwykłe przygody Pajacyka (Włodzimierz Korcz), reż. Paweł Gabara, premiera 31.05.2008
- 2007: Ragtime (Stephen Flaherty), reż. Maria Sartova, premiera 23.11.2007
- 2007: Anna Karenina (Andrzej Zarycki), reż. Józef Opalski, premiera 20.04.2007 – Agafia
- 2005: 42. ulica (Harry Warren), reż. Maria Sartova, premiera 29.09.2005 – Garderobiana
- 2005: Kwiat Hawajów (Paul Ábrahám), reż. Jacek Chmielnik, premiera 27.05.2005
- 2004: Zemsta nietoperza (Johann Strauss II), reż. Jacek Chmielnik, premiera 28.05.2004
- 2004: Hello, Dolly! (Jerry Herman), reż. Maria Sartova, premiera 21.09.2003
- 2003: Kot w butach (Andrzej Hundziak), reż. Michał Rosiński, premiera 9.03.2003 – Mysia Mama
- 2002: Footloose (Tom Snow), reż. Maciej Korwin, premiera 15.11.2002 – Betty Blast
- 2002: 50 lat w Krainie Uśmiechu (program składany), premiera 11.10.2002
- 2002: Skarby Złotej Kaczki (Józef Talarczyk), reż. Paweł Gabara, premiera 29.01.2002 – Tekla
- 2001: Oklahoma! (Richard Rodgers, Oscar Hammerstein II), reż. Henryk Konwiński, premiera 8.12.2001 – Sylvie
- 2000: Ptasznik z Tyrolu (Karl Zeller), reż. Wojciech Adamczyk, premiera 15.09.2000 – Emmerens
- 1999: Modlitwa dziewicy czyli wieczór piosenki galicyjskiej, reż. Rudolf Moliński, premiera 28.04.1999
- 1998: Orfeusz w piekle (Jacques Offenbach), reż. Marcel Kochańczyk, premiera 18.10.1998 – Junona

## Filmografia
- 2008: Święta wojna, odc. 296 Browar Bercika – kelnerka
- 2005: Z odzysku – żona badylarza
- 2005: Barbórka (nie występuje w napisach)
- 2005: Oda do radości, nowela Śląsk – ciotka